# All of a Sudden I Miss Everyone
All of a Sudden I Miss Everyone es el quinto álbum de la banda estadounidense de post-rock, Explosions in the Sky, lanzado el 20 de febrero de 2007 a través de la discográfica Temporary Residence Limited.

## Detalles
En muchas formas, el álbum es similar a su anterior trabajo, debido a que no se desvía de su estilo de largas canciones volátiles en crescendo. No obstante, hay más madurez y diversidad en este álbum que en sus trabajos anteriores.
El trabajo artístico del disco estuvo nuevamente a cargo de Esteban Rey.
Se necesitaron dos años para grabar el disco. El título "All of a Sudden I Miss Everyone" es una descripción de la soledad según argumentaron los miembros de la banda.
El álbum se filtró en Internet el 13 de diciembre de 2006 y el segundo disco (disco bonus con remezclas) el 5 de febrero de 2007.
All of a Sudden I Miss Everyone debutó en las listas Billboard 200 en el número 76, vendiendo 11 000 copias en su primera semana.
La versión del disco en doble vinilo se comercializó en dos versiones, una versión común en vinilo negro, y una edición limitada a 2000 copias en vinilo blanco y verde el cual fue vendido exclusivamente en la tienda en línea de Temporary Residence Limited y junto a la banda durante su gira.

## Lista de canciones

### Disco uno
1. "The Birth and Death of the Day" – 7:49
2. "Welcome, Ghosts" – 5:43
3. "It's Natural to Be Afraid" – 13:27
4. "What Do You Go Home To?" – 4:59
5. "Catastrophe and the Cure" – 7:56
6. "So Long, Lonesome" – 3:40

### Disco dos (disco bonus con remezclas)
1. "The Birth and Death of the Day" (Jesu Mix) – 9:48
2. "Welcome, Ghosts" (Adem Mix) – 6:24
3. "It's Natural to Be Afraid" (The Paper Chase Mix) – 6:53
4. "What Do You Go Home To?" (Mountains Mix) – 10:23
5. "Catastrophe and the Cure" (Four Tet Mix) – 8:33
6. "So Long, Lonesome" (Eluvium Mix) – 5:40

## Intérpretes

### Explosions In The Sky
- Munaf Rayani – guitarra
- Mark Smith – guitarra
- Michael James – bajo y guitarra
- Chris Hrasky – batería y percusión